# Luis Gabriel Ramírez Díaz
Luis Gabriel Ramírez Díaz (* 14. Oktober 1965 in Barranquilla; † 8. Januar 2023 in Medellín) war ein kolumbianischer Geistlicher und römisch-katholischer Bischof von Ocaña.

## Leben
Luis Gabriel Ramírez Díaz besuchte die Schule in Margarita. Anschließend studierte er Philosophie und Katholische Theologie an der Universität Navarra in Pamplona. In dieser Zeit war er Alumne des Colegio Eclesiástico Internacional „Bidasa“. Am 12. Juni 1993 empfing Ramírez Díaz durch Papst Johannes Paul II. das Sakrament der Priesterweihe für das Bistum Santa Marta.
Nach der Rückkehr in seine Heimat wurde Ramírez Díaz 1994 Pfarrer der Pfarrei San Pedro Mártir de Verona in El Piñón und 1995 Pfarradministrator der Pfarrei La Inmaculada Concepción in Remolino. 1998 setzte Luis Gabriel Ramírez Díaz seine Studien in Rom fort, wo er 1999 an der Päpstlichen Fakultät Teresianum mit der Arbeit El espíritu sacrifical oblativo en la vida y en el ministerio del presbítero, según el magisterio de Juan Pablo II. („Der opferbereite Geist im Leben und Dienst des Priesters nach der Lehre von Johannes Paul II.“) zum Doktor der Theologie im Fach Spirituelle Theologie promoviert wurde. Anschließend wirkte Ramírez Díaz kurzzeitig als Verantwortlicher für die Berufungspastoral und als Ausbilder am Priesterseminar San José in Santa Marta, bevor er 2001 dessen Regens wurde. Von 2004 bis 2009 war er Pfarrer in San Sebastián de Buenavista. Am 17. Januar 2006 wurde er in den Klerus des neugegründeten Bistums El Banco inkardiniert. Zudem wirkte er von 2007 bis 2009 als Delegat für die priesterliche Pastoral. Ab 2009 war Ramírez Díaz Generalvikar des Bistums El Banco und Pfarrer der Pfarrei La Inmaculada Concepción in Plato. Vom 24. April 2013 bis 2014 leitete er das Bistum El Banco während der Zeit der Sedisvakanz als Diözesanadministrator.
Papst Franziskus ernannte ihn am 18. Juni 2014 zum Bischof von El Banco. Der Apostolische Nuntius in Kolumbien, Erzbischof Ettore Balestrero, spendete ihm am 23. August desselben Jahres in der Kathedrale María Reina in Barranquilla die Bischofsweihe; Mitkonsekratoren waren der emeritierte Bischof von Santa Marta, Ugo Eugenio Puccini Banfi, und der Erzbischof von Barranquilla, Jairo Jaramillo Monsalve.
Am 27. Februar 2021 bestellte ihn Papst Franziskus zum Bischof von Ocaña. Die Amtseinführung fand am 22. April desselben Jahres statt. Seitdem leitete Ramírez Díaz zusätzlich das vakante Bistum El Banco als Apostolischer Administrator.
Ramírez Díaz starb im Januar 2023 in einem Krankenhaus in Medellín.

## Schriften
- El espíritu sacrifical oblativo en la vida y en el ministerio del presbítero, según el magisterio de Juan Pablo II. Teresianum, Rom 2000.